# Malta en los Juegos Olímpicos de Pekín 2022
Malta estuvo representada en los Juegos Olímpicos de Pekín 2022 por una deportista femenina que compitió en snowboard.
La portadora de la bandera en la ceremonia de apertura fue la practicante de snowboard Jenise Spiteri. El equipo olímpico maltés no obtuvo ninguna medalla en estos Juegos.